# Riley Pathfinder
La Pathfinder è un'autovettura full-size prodotta dalla Riley dal 1953 al 1957.
Presentata al pubblico al salone dell'automobile di Londra nell'ottobre del 1953, la Pathfinder sostituì la RMF come modello al vertice della gamma Riley.
Il modello si sarebbe dovuto chiamare "RMH". Questa prima denominazione fu cambiata nel 1952, cioè poco prima che la Nuffield Organisation si fondesse con l'Austin a formare la BMC. La Pathfinder, insieme alla RM, furono quindi le ultime vetture progettate dalla Riley in modo indipendente, cioè prima che la casa automobilistica britannica fosse assorbita nella BMC.
Il modello aveva installato un motore a quattro cilindri in linea da 2.443 cm³ di cilindrata e 110 hp di potenza. Questo propulsore era dotato di un carburatore a doppio corpo SU. Il telaio era separato. Le sospensioni posteriori erano a molle elicoidali (che vennero sostituite, verso la fine della produzione e su alcuni esemplari, da balestre), mentre quelle anteriori erano indipendenti con barra di torsione e derivavano da quelle della RMF. Al retrotreno era anche installata una barra Panhard. Il cambio disponibile era manuale a quattro rapporti, con l'overdrive che venne offerto tra gli optional dal 1956. Dall'anno citato fu offerto anche un cambio automatico a tre velocità. Di serie erano installati dei freni a tamburo con servofreno.
Per quanto riguarda gli interni, i clienti potevano scegliere tra dei sedili anteriori singoli oppure a divanetto. Quelli posteriori erano dotati di bracciolo. Sia i sedili anteriori che quelli posteriori erano rivestiti in pelle. Tra l'equipaggiamento di serie era compreso l'impianto di riscaldamento. La vettura era disponibile nelle colorazioni di nero, marrone, verde, blu e grigio. Il freno di stazionamento era posizionato sotto il cruscotto, sia nelle versioni con sedili singoli che con quelle con sedile a divanetto.
La linea della carrozzeria era simile a quella della Wolseley 6/90, sebbene ci fossero delle differenze, come l'apertura del cofano. Sulla Riley infatti la calandra si alzava con il cofano, dato che era unita ad esso, mentre sulla Wolseley la griglia rimaneva fissa. Entrambi i modelli vennero lanciati nel 1953 e furono progettati da Gerald Palmer. La Pathfinder era offerta con un solo tipo di carrozzeria, berlina quattro porte.
Un esemplare venne provato dalla rivista The Motor nel 1955. Vennero registrate una velocità massima di 160,1 km/h ed un'accelerazione da 0 a 97 km/h di 16,8 secondi. Il consumo di carburante fu di 14,5 L/100 km. Il modello utilizzato nel test costava 1.240 sterline.
La Pathfinder fu sostituita dalla Wolseley 6/90, che derivava a sua volta dalla Riley 2.6.